# Dictionnaire
Pour les articles homonymes, voir Dictionnaire (homonymie).

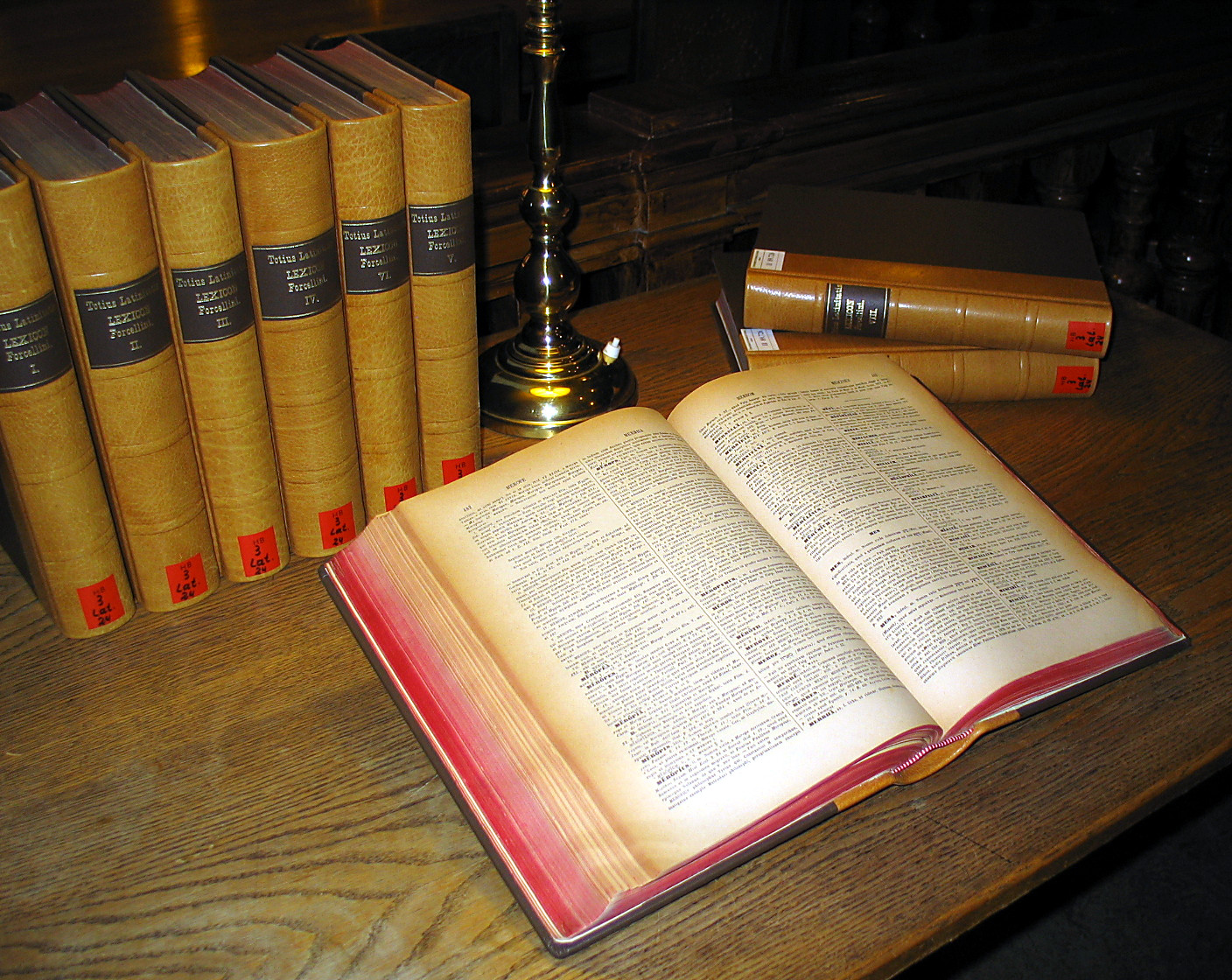
Dictionnaire en latin constitué de plusieurs volumes, œuvre d'Egidio Forcellini (1771).

Un dictionnaire (prononcé /dik.sjɔ.nɛʁ/ ) est un ouvrage de référence contenant un ensemble de mots d’une langue ou d’un domaine d’activité généralement présentés par ordre alphabétique et fournissant pour chacun une définition, une explication ou une correspondance (synonyme, antonyme, cooccurrence, traduction, étymologie).
Le présent article concerne les dictionnaires unilingues qui décrivent ou normalisent une langue. Ceux-ci sont à distinguer d'autres types d'ouvrages de référence : les dictionnaires de noms propres ; les encyclopédies ou dictionnaire de choses ; les dictionnaires de traduction bilingues ; les dictionnaires des synonymes ; les dictionnaires thématiques spécialisés (dictionnaire du droit, du commerce, dictionnaire de géographie, dictionnaire humoristique, dictionnaire médical, etc.).

## Étymologie
Le substantif masculin,, dictionnaire est un emprunt, au latin médiéval dictionarium,,, dérivé du latin dictio. D'abord écrit avec un seul n, il est dérivé du latin dictio : « action de dire, propos, mode d'expression ».
Sa première utilisation remonte à Jean de Garlande dont le Dictionarius cum commento paraît en 1220.
Dictionnaire est attesté au XVIe siècle : d'après le Trésor de la langue française informatisé (TLFi), sa plus ancienne occurrence connue se trouve dans le Jardin de plaisance et fleur de rhétorique.

## Contenu des dictionnaires

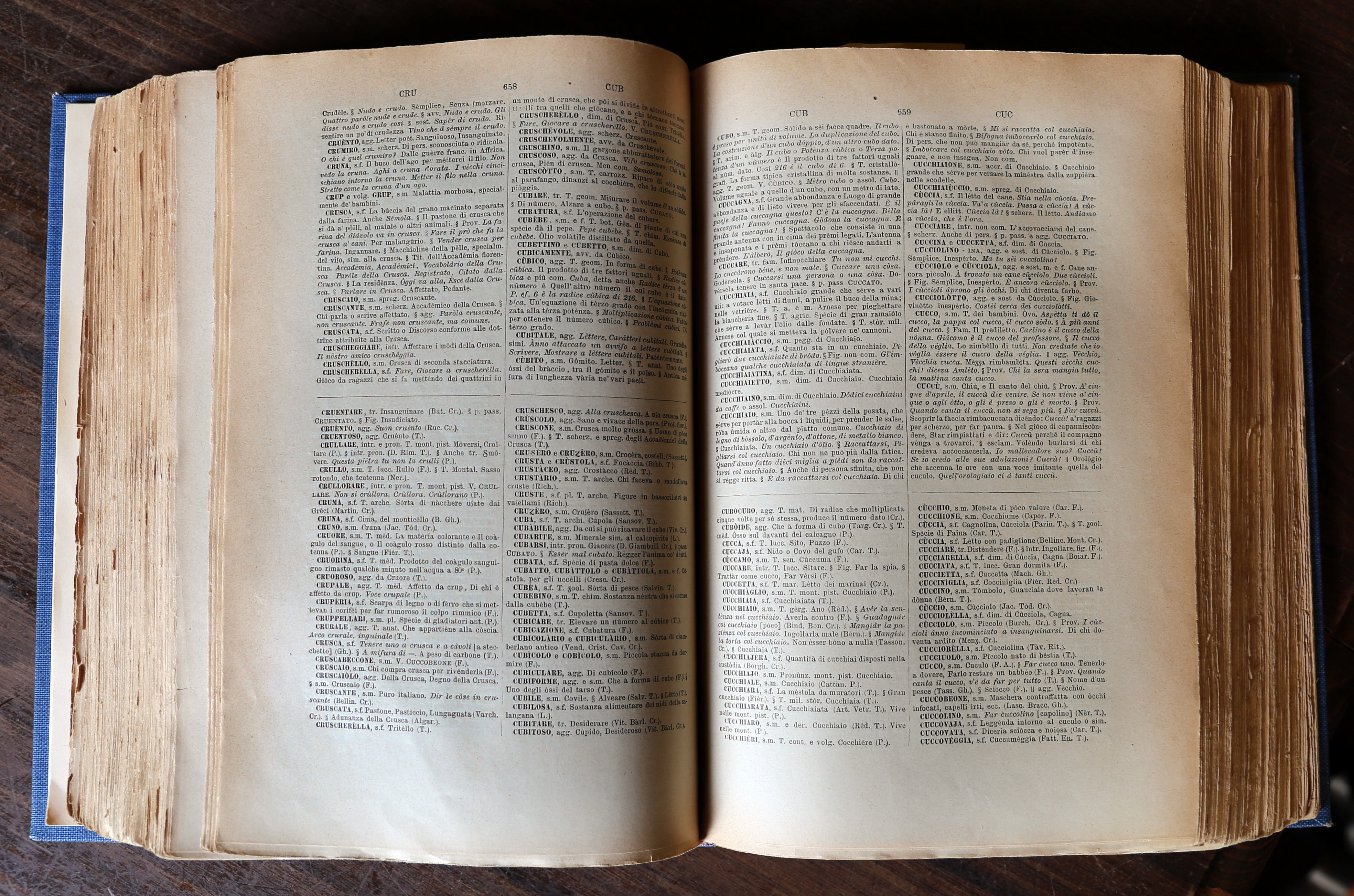
Le dictionnaire d'italien Petrocchi.

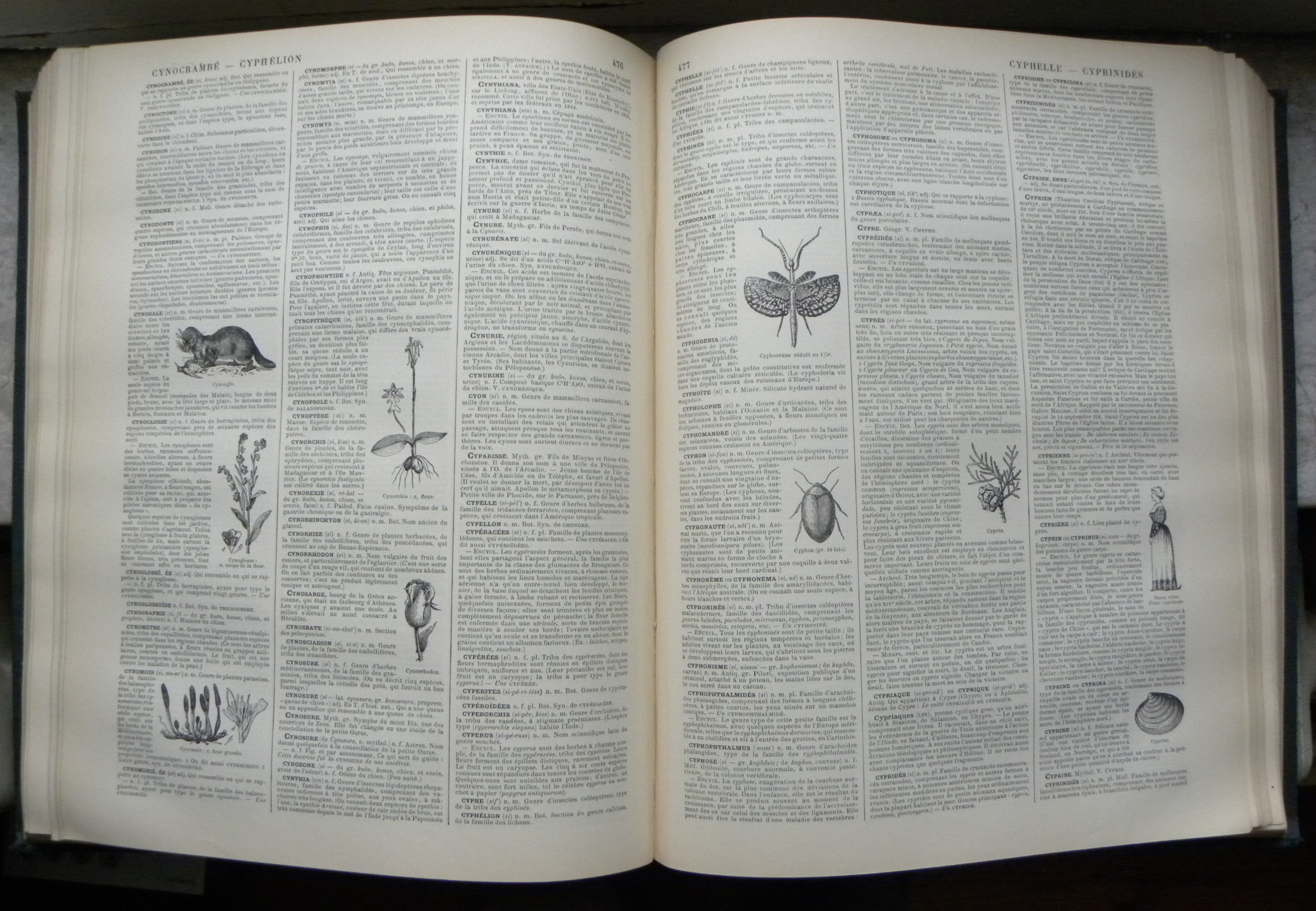
Le Petit Larousse est un exemple de dictionnaire illustré.

Les auteurs d'un dictionnaire doivent déterminer au départ les catégories de mots à retenir, en fonction des limites imposées par l'éditeur et du public visé. Il faut décider de la place à faire aux néologismes, aux termes rares ou archaïques, au vocabulaire scientifique et technique, aux mots d'un emploi purement régional, au vocabulaire d'origine étrangère, aux mots grossiers et au vocabulaire populaire et argotique.
Une entrée, aussi appelée vedette, ou mot vedette, comprend normalement : (a) la lexie, ou plus petite unité porteuse de signification, ses dérivés affixaux et ses composés (pomme, pommier, pomme de terre) ; (b) les morphèmes grammaticaux, c’est-à-dire les mots vides qui indiquent les rapports entre les mots pleins, porteurs de signification ou sémantèmes ; (c) la prononciation ; (d) les marques d'usage ; (e) des exemples.
Les renseignements linguistiques sont de trois ordres :
- sémantiques : définitions ;
- formels : catégorie (verbe, adverbe, substantif, adjectif, etc.), possibilités combinatoires ;
- historiques : étymologie.

### Définition
Un dictionnaire doit d'abord donner la définition du mot. Cette opération, bien plus complexe qu'elle n'en a l'air, est « sans conteste l'élément de l'article du dictionnaire qui est le plus difficile à réaliser ». Elle occupe les logiciens depuis des siècles et est également étudiée par la linguistique, la sémiotique et la psycho-sociologie. Selon la méthode fondée par Aristote, définir consiste à découvrir les attributs essentiels, en identifiant les différences et en remontant, par paliers successifs, à la catégorie supérieure. Ainsi, on définirait l’acception principale du mot chien comme un animal de la classe des mammifères, ordre des carnivores et famille des canidés. En procédant ainsi, il faut évidemment veiller à ne pas empiéter sur le sens d'autres mots. En théorie, selon cette méthode, les divers objets du monde pourraient s'emboîter dans un arbre binaire, mais cela n'est valide que pour les objets mathématiques, le langage humain comportant un espace de « jeu » essentiel à la compréhension.
Dans la pratique, les définitions incorporent aussi des propriétés non essentielles, mais qui aident le lecteur à identifier ce dont il est question. Ainsi, une définition de chien va inclure que l’animal peut servir comme chien de garde, de chasse, de trait, etc. Ces notations sont de nature encyclopédique, tout comme le fait qu'il aime ronger un os. De nombreux dictionnaires intègrent ces données encyclopédiques au moyen d'exemples.
Il est rare qu'une seule définition épuise tous les sens d'un mot. Le plus souvent, un mot va avoir plusieurs acceptions, c'est-à-dire plusieurs significations, phénomène que l'on désigne par le terme de polysémie. Dans certains cas, un mot peut même désigner deux réalités opposées, comme le mot « hôte » qui peut signifier, selon le contexte, la personne qui accueille ou celle qui est accueillie. Souvent, la différence de sens provient d'un emploi figuré plutôt que littéral ou des déplacements de sens d'un domaine d'activité à un autre. Ainsi, le sens du mot « fuite » varie selon qu'il est utilisé en droit, en peinture, en aéronautique, en économie, en plomberie ou en politique. Un dictionnaire doit non seulement identifier les divers sens du mot, mais encore les classer d'une façon aussi cohérente et significative que possible. Il peut également comporter un répertoire indexé pour en faciliter l'utilisation.

### Présence d'exemples
Les exemples sont apparus en français avec le dictionnaire de Richelet, en 1680 (voir ci-dessous). Ils ont une triple utilité :
1. Ils éclairent le sens d'un mot par son emploi en contexte : « Citons le cas de chien défini ainsi : « Animal domestique, dont il existe de nombreuses races, qui garde la maison ou les troupeaux et qui aide l'homme à chasser. » La définition évoque les principales activités que nous pourrions appeler « professionnelles » du chien, mais elle ne signale pas deux aspects fondamentaux, familiers aux enfants : le chien aboie, le chien mord. Dans un dictionnaire de plus grand format, nous aurions pu ajouter des phrases du type suivant : le chien dort dans sa niche ; le chien grogne en rongeant un os ; le chien fait le beau pour avoir un sucre, etc. Grâce à de tels exemples, non seulement la définition du chien est précisée, mais on présente au lecteur plusieurs situations à la fois concrètes […] et linguistiques […] où apparaît l'animal »[12].
2. Les exemples mettent en évidence les rapports syntaxiques d'un mot avec d'autres, comme le choix de la préposition acceptée par un verbe (aider quelqu'un à, dans, pour), la place de certains adjectifs, etc.
3. Les exemples attirent l'attention sur les cas où le mot fait partie d'une locution, d'un cliché : une discussion animée, un soleil radieux, perdre la face, etc.[13].

### Données étymologiques
L'étymologie est apparue dans les dictionnaires français avec Origines de la langue française (1650), de Ménage, qui « découvrit seul, et de manière intuitive, l'origine d'un grand nombre de mots français ». Les bases d'une étymologie scientifique ont été posées par le philologue allemand Friedrich Christian Diez (1794-1876). Le domaine est maintenant couvert par le Französisches Etymologisches Wörterbuch, ouvrage monumental de Walther von Wartburg (1888-1971), grâce auquel « nous disposons d'informations indiscutables, dans presque tous les cas, sur l'étymologie des mots français ».
L'histoire du mot est souvent plus instructive que l'étymologie, car elle permet de voir l'évolution des significations au fil des siècles, mais ces données sont souvent très fragmentaires dans les dictionnaires courants.
La datation est également une donnée intéressante, qui indique la date à laquelle un mot a été employé en français pour la première fois dans un texte.

### Prononciation
Des indications sur la prononciation des mots sont devenues courantes avec le Dictionnaire de la langue française (1863) de Littré. Divers procédés de transcription phonétique ont été utilisés, avec plus ou moins de bonheur, par divers dictionnaires. En 1967, le Petit Robert a adopté l'A.P.I. ou alphabet phonétique international, qui, en plus d'être standardisé à travers les dictionnaires de différentes langues, présente trois avantages :
1. chaque son est noté par un seul signe, toujours identique ;
2. chaque signe n'a qu'une seule valeur phonétique ;
3. les signes représentent ce qui est réellement prononcé[17].

La prononciation n'est pas homogène, mais varie selon les régions et les groupes sociaux. Des mots comme sculpteur [skyltœ:ʀ] et oignon [ɔɳɔ] possèdent des lettres que les locuteurs cultivés ne prononcent pas, mais le cas de dompteur est moins clair, les deux formes étant en usage : [dɔ̃tœ:ʀ] et [dɔ̃ptœʁ]. L'auteur d'un dictionnaire doit donc déterminer la forme recommandée en se basant sur la prononciation la plus acceptée, qui n'est pas nécessairement la plus répandue. Ces questions complexes, qui touchent à la norme dans ce qu'elle a de plus intime et de moins conscient, ont justifié la rédaction d'ouvrages spécialisés, tel le Dictionnaire de la prononciation française dans sa norme actuelle (1964) de Léon Warnant.

### Lemmatisation
Il ne serait pas efficace, pour un dictionnaire de langue, de retenir toutes les formes fléchies des mots, car cela amènerait un fort taux de répétition. Si certains mots ont une forme unique, tels les adverbes, beaucoup d'autres, en effet, existent sous diverses formes, selon qu'ils sont au singulier ou au pluriel, au masculin ou au féminin, ou s'ils sont des verbes aux formes conjuguées. Pour résoudre ce problème, on recourt à une opération de lemmatisation, qui consiste à regrouper les formes occurrentes d’un mot sous une même adresse lexicale. Si cette opération peut paraître à première vue assez simple, elle se trouve rapidement compliquée par les variations orthographiques survenues au fil du temps, voire par la présence, au sein d’une langue évoluée, de divers homographies. On peut s’en faire une idée en consultant un dictionnaire historique de langue ou un dictionnaire étymologique.

#### Classement alphabétique ou idéologique?
Le classement alphabétique, qui nous paraît aujourd'hui normal et caractéristique des dictionnaires, n'a pas toujours été considéré comme la solution idéale. Le Dictionnaire de l'Académie française de 1694 avait plutôt adopté un classement par famille de mots : malaise est classé sous l'article aise, aîné sous naître, ennemi et inimitié sous amour, etc. Abandonné par la majorité des dictionnaires, un système similaire a cependant encore été retenu par von Wartburg pour son grand dictionnaire étymologique. Une solution mitoyenne est celle du Lexis des éditions Larousse (1979), qui limite les familles aux termes les plus proches, l'objectif, parfaitement défendable au plan pédagogique, étant de faire découvrir à un usager les mots apparentés à celui qu'il consulte. Ce genre de préoccupation devient sans objet avec les dictionnaires électroniques.

#### Ordre des lemmes
Le tri alphabétique, qui apparaît comme une évidence pour un utilisateur francophone contemporain, n'est pas universel.
- Il est réservé aux écritures alphabétiques ou logographiques.
- Les langues alphabétiques n'utilisent pas toutes le même alphabet (alphabet latin, grec, cyrillique...) ; dans un même alphabet, l'ordre des lettres peut varier selon la langue (exemple pour l'estonien, la séquence r s š z ž t).
- Pour les écritures idéographiques, comme celle du chinois, le classement est plus difficile et sujet à controverse (certains signes ayant différentes lectures : consulter le Dictionnaire de sinogrammes). Dans certains cas, le classement est encore plus difficile, car il n'existe pas de classification évidente ; c'est le cas des dictionnaires d'hiéroglyphes égyptiens ou mayas, ou des dictionnaires logographiques : leur unification est particulièrement difficile et s’appuie sur différentes études réalisées par des chercheurs différents, à différentes époques, avec des méthodes d’analyse très différentes et avec une connaissance souvent incomplète ou inexistante du système morphémique.

### Aspect normatif ou descriptif
Les dictionnaires de langue peuvent se classer en deux catégories, selon qu'ils sont de type descriptif ou normatif, ce dernier cas étant le plus fréquent. Un dictionnaire descriptif s'attache autant que possible à décrire une langue telle qu'elle est écrite et parlée dans toute sa diversité ; un dictionnaire normatif tente au contraire d'établir la norme et d'orienter l'usage, en utilisant des expressions comme « à éviter » ou « locution vicieuse » :

« La plupart des dictionnaires français ont un caractère normatif : leur but véritable n'est pas de présenter un tableau fidèle et authentique du français à une certaine époque, mais de constituer un recueil de mots acceptés, fixés, l'omission d'un mot étant, dans la pensée de beaucoup de lexicographes, une condamnation implicite. L'ostracisme se manifeste dans tous les domaines : mots techniques, étrangers, populaires, etc. Cet état d'esprit est flagrant dans le Dictionnaire de l'Académie, mais il est aussi celui de Littré. »

### Standardisation des dictionnaires
L'Organisation internationale de normalisation travaille afin de définir un cadre commun normalisé pour l'élaboration des lexiques du traitement automatique des langues.

## Histoire du dictionnaire
L'Antiquité n'a pas eu de dictionnaire de langue au sens propre, mais elle a mis au point des listes de mots organisées en fonction de la première syllabe. Progressivement sont apparus des protodictionnaires ou formes intermédiaires du dictionnaire tel que nous le connaissons depuis la fin du XVIIe siècle. Les dictionnaires bilingues sont également apparus à une date très ancienne, mais il n'est pas évident qu'ils aient précédé les protodictionnaires.

### Sumer
Les premières listes de mots apparaissent à Sumer, vers la fin du IVe millénaire av. J.-C. Elles sont utilisées à des fins pédagogiques, afin de former des scribes, profession très valorisée. On a ainsi trouvé une série de 42 tablettes comportant 14 000 noms classés en fonction de leur premier élément.
Après l'arrivée des Akkadiens, des lexiques bilingues sumérien-akkadien se multiplient. On a aussi trouvé un ensemble de 24 tablettes datant des environs de l'an 2000 av. J.-C., comportant environ 10 000 entrées où sont mis en correspondance mots sumériens et akkadiens et qui ressemble à une sorte d'encyclopédie du monde de la culture et de la nature, organisée thématiquement.

### Égypte
On a également trouvé en Égypte ancienne des listes de mots organisées de façon thématique, telles l’Onomastique du Ramesseum, rédigé vers 1750 av. J.-C., et l’Onomastique d'Aménopé, rédigé vers -1100. Ce proto-dictionnaire (lointain ancêtre du dictionnaire) avait pour vocation « non pas d'apprendre à écrire aux enfants, mais de proposer un programme d'instruction de l'humanité fondé sur l'organisation du monde ».
En matière de dictionnaires bilingues, on n'a retrouvé que des fragments d'un dictionnaire akkado-égyptien rédigé vers 1400 av. J.-C. Il faut attendre la période alexandrine (de -323 à -30) pour voir se répandre les glossaires thématiques grecs-coptes. En 580 de notre ère, le Glossaire de Dioscore semble avoir remanié une onomastique grecque ancienne.
Divers recueils de gloses ou de scholies (commentaires linguistiques sur des textes), désignés sous le nom de scala, paraissent durant cette période et dans les siècles qui suivent, servant d'étapes intermédiaires dans la mise au point du dictionnaire.

### Antiquité grecque
Le courant sophiste porté sur l'art de convaincre, développe le besoin de préciser le sens des mots et l’utilisation d'un vocabulaire précis et adapté.
On trouve des recueils de gloses destinés aux élèves, enseignants et au public lettré ; ce sont de petits lexiques attachés aux œuvres de grands écrivains fournissant des explications sur les mots rares ou difficiles. Au Ve siècle av. J.-C., Protagoras d’Abdère compile une liste des mots rares chez Homère. D'autres glossaires sont dus à Démocrite, Timée de Locres, Philémon d'Athènes (361-262), Philétas de Cos, Zénodote (320-240). Callimaque de Cyrène (310-240) a laissé une œuvre considérable, comportant notamment des glossaires thématiques. Ératosthène (276-194) se définit comme un philologue et développe cette discipline selon des principes rigoureux. Aristophane de Byzance (257-180) est un savant astronome et mathématicien qui s'intéresse aussi à la comédie et à la critique des textes ; un de ses ouvrages s'intitulait Peri Lexeon (Sur les mots), un autre était un dictionnaire des noms propres donnés à des courtisanes dans la comédie. Aristarque de Samothrace (220-143) rédige un lexique homérique. Cratès de Mallos rédige des glossaires. À l'ère chrétienne, on note les noms d'Apollonios le Sophiste, de Pamphile d'Alexandrie, d'Héliodore, et d'Aelius Herodianus qui jouent un rôle important dans l’évolution du dictionnaire par leurs études lexicographiques.

### Antiquité romaine
Les Romains ont montré un intérêt très vif pour la langue. On connaît de cette période différents ouvrages de description de la langue ressemblant de près ou de loin à des dictionnaires.
- Varron, en plus d'un important ouvrage encyclopédique, a rédigé un traité intitulé De lingua latina (Sur la langue latine), qui fournit l'étymologie de nombreux mots.
- Le De Verborum significatione (Du sens des mots) de Verrius Flaccus au Ier siècle av. J.-C. était une sorte de grand dictionnaire en vingt livres, compilation de gloses antérieures. L'auteur s'intéressait surtout aux mots rares trouvés dans les textes littéraires, aux nuances dans l'emploi des mots et à l'étymologie, ainsi qu'aux proverbes et locutions usuelles. Organisé selon un ordre alphabétique, cet ouvrage sera abondamment utilisé durant de nombreux siècles, notamment par Isidore de Séville.

Le début de l'ère chrétienne est marqué par le fort développement des gloses des auteurs latins et de la jurisprudence. La tendance est renforcée par l'apparition du codex qui favorise l'étude des textes. Ces recueils de grande dimension continuent donc de mêler les mots et les choses, les noms propres et les extraits. Parmi les gloses les plus célèbres :
- L’Onomasticon de Julius Pollux (IIe siècle) est la plus importante somme lexicale de l'époque. Les mots y sont classés par sujets, l'ouvrage propose des synonymes. Cet ouvrage comporte de nombreuses citations littéraires ainsi que des données encyclopédiques sur la religion, le droit, l'anatomie, les sciences et les techniques, le commerce, la cuisine, les jeux, etc.
- Nonius Marcellus compose un lexique encyclopédique en vingt livres.
- L'évêque syrien Philoxène de Mabboug rédige vers 480 un glossaire bilingue latin-grec.
- Fulgence rédige au début du VIe siècle une Expositio sermonum antiquorum[26] dans laquelle il explique d'anciens mots latins.

Malgré les lacunes et erreurs, ces ouvrages restent essentiels pour la lexicographie et la lexicologie latine.

### Monde arabe
Khalil ibn Ahmad (718-791) rédige le premier dictionnaire de la langue arabe, le Kitab al-Ayn (Le livre source). À la suite de celui-ci, une douzaine de dictionnaires arabes sont rédigés jusqu'au XVe siècle. Ces ouvrages sont particulièrement intéressants pour leurs importantes rubriques de citations, qui renvoient à des grammaires, des textes religieux, des ouvrages poétiques, ou encore des proverbes.

### Chine
Le chinois s'est formé très tôt et son écriture a peu évolué. Le premier dictionnaire connu, le Er ya date probablement du IIIe siècle avant l'ère commune. Le premier dictionnaire largement répandu, le Shuowen Jiezi a été publié au début du IIe siècle. 9353 idéogrammes, dont 1163 à doubles significations, avaient leur prononciation et étaient réunis dans l’ancêtre du Shingi, ouvrage en 44 volumes. Voir Dictionnaire de sinogrammes.

### Inde
Le Amarakosha fut le premier lexique sanskrit, rédigé par Amarasimha, probablement au IVe siècle à la cour des empereurs Gupta.

### Moyen Âge
- Isidore de Séville (560-636) rédige vers la fin de sa vie les Etymologiae, énorme compilation du savoir antique en vingt livres, comprenant notamment un livre consacré aux étymologies. L'étymologie est une dimension essentielle de la réflexion linguistique ancienne, car on supposait que celle-ci permettait de remonter à la véritable nature du mot.
- L'évêque goth Ansileube rédige vers 680-690 « le plus grand des répertoires médiévaux latins », le Liber Glossarum où sont rangées par ordre alphabétique quelque 50 000 gloses[28]. D'autres glossaires importants sont le Glossaire de Reichenau (VIIIe siècle), un lexique latin-roman comptant près de 5 000 paires de lemmes et gloses[29]. Le Glossaire de Cassel (IXe siècle), beaucoup moins important, réunit 265 mots romans pour lesquels il fournit des équivalents en langue germanique.
- La Souda est une encyclopédie en grec attribuée à Souda, réalisée à Byzance au Xe siècle. Elle contient 30 000 entrées rangées selon la façon dont les lettres grecques étaient alors prononcées.
- Papias, dit le Vocabulista, qui aurait vécu en Lombardie au XIe siècle, « provoque une révolution dans la dictionnairique latine médiévale en introduisant de nouveaux paramètres dans la mécanique de rédaction des dictionnaires »[30]. Il recourt à la dérivation, ajoute des données grammaticales, indique des synonymes et perfectionne le classement alphabétique, tout en expliquant longuement sa méthode en introduction. Cet ouvrage sera connu sous de nombreux titres, tels Alphabetum Papie, Breviarium Papiae, Elementarium doctrinae rudimentum, etc.
- Jean de Garlande rédige le Dictionarius (1220), recueil de mots latins classés par sujets à l'intention des écoliers[31]. C'est le plus ancien emploi connu du mot « dictionarius », ancêtre direct de notre « dictionnaire ».
- Jean de Gênes, aussi connu sous le nom de Giovanni Balbi rédige vers la fin du XIIIe siècle le Catholicon (dont le sens littéral est Somme ou Totalité), vaste compilation qui emprunte aux ouvrages de Papias et d'Isidore de Séville, et dont la quatrième partie est un dictionnaire latin alphabétique. Cet ouvrage introduit les renvois à l'intérieur d'un même ouvrage. Il en existe près de deux cents manuscrits, signe de son succès.

### Renaissance

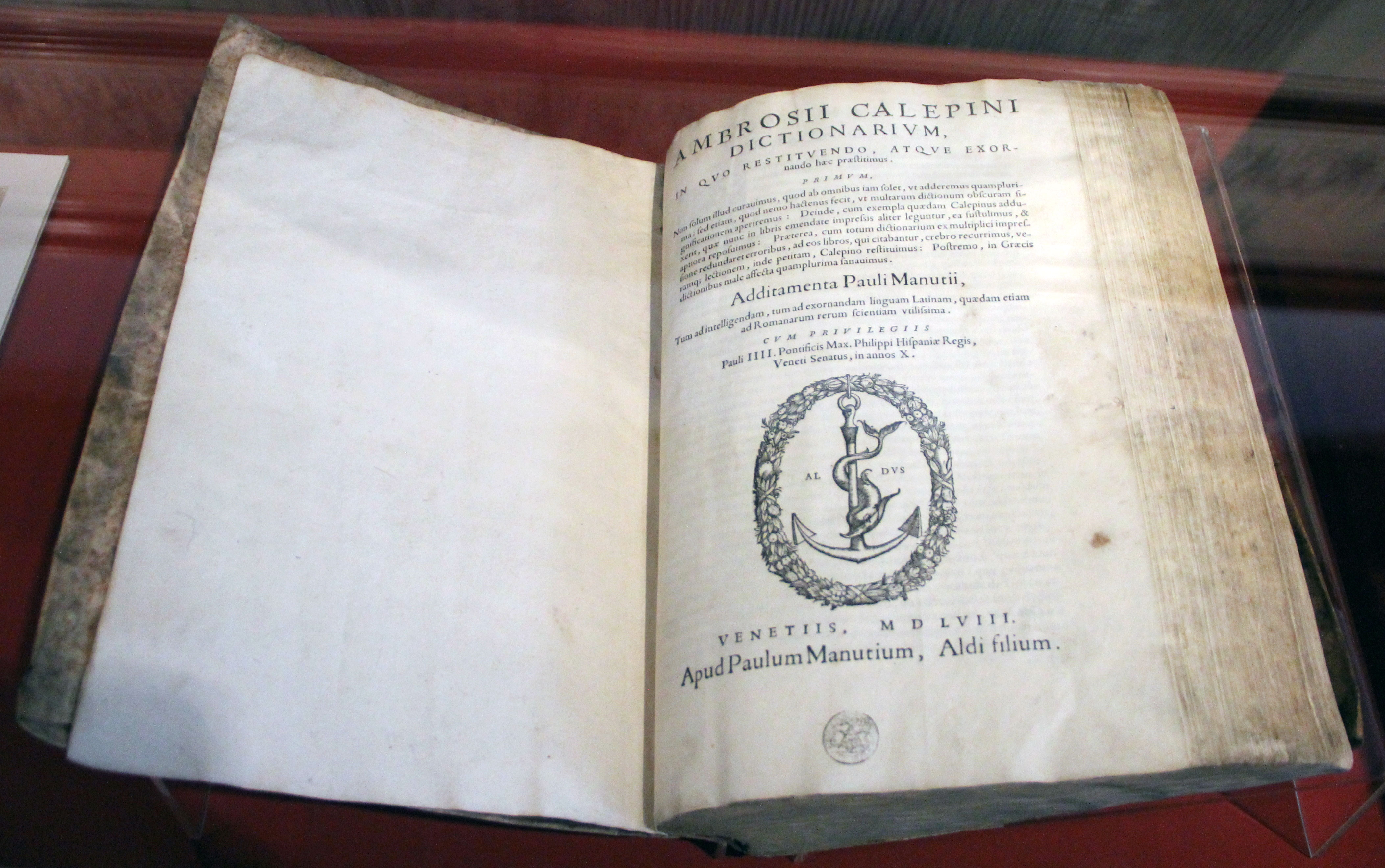
Réédition de 1558 du Dictionnaire d'Ambroise Calepin, d'abord paru en 1502.

On ne trouve toujours pas à la Renaissance de dictionnaire au sens où nous l'entendons aujourd'hui, car ils ne sont pas monolingues.
- En 1464, Jehan Lagadeuc publie le Catholicon breton, premier dictionnaire trilingue du monde (breton-français-latin), le premier dictionnaire breton et premier dictionnaire français.
- Le 15 juin 1487, Louis Cruse alias Garbin achève à Genève l'impression d'un vocabulaire latin-français[32].
- En 1502 est publié le Dictionarium latinum par Ambrogio Calepino. D'abord conçu comme dictionnaire unilingue du latin, cet ouvrage sera développé par son auteur en un Dictionnaire polyglotte (hébreu, grec, latin et italien) d'une érudition prodigieuse et qui sera maintes fois réédité[33].
- Le grand imprimeur et érudit Robert Estienne s'inspirera du « Calepin » pour créer son Dictionarium seu Linguae latinae thesaurus (1531), où le latin est partiellement traduit. En 1539, Estienne publie le Dictionnaire français-Latin, autrement dit les Mots français avec les manières d'user d'iceux, tournés en latin. Ouvrage qui donnera « une impulsion certaine aux études de vocabulaire »[34]. Son Dictionnaire sera réédité jusqu'au Thrésor de la Langue Francoise de Jean Nicot, qui servira de base majeure au premier Dictionnaire de l'Académie, en 1694. C'est le premier ouvrage à porter le nom de « Dictionnaire », et à utiliser le français comme langue d'entrée.

## Invention du dictionnaire monolingue définitionnel

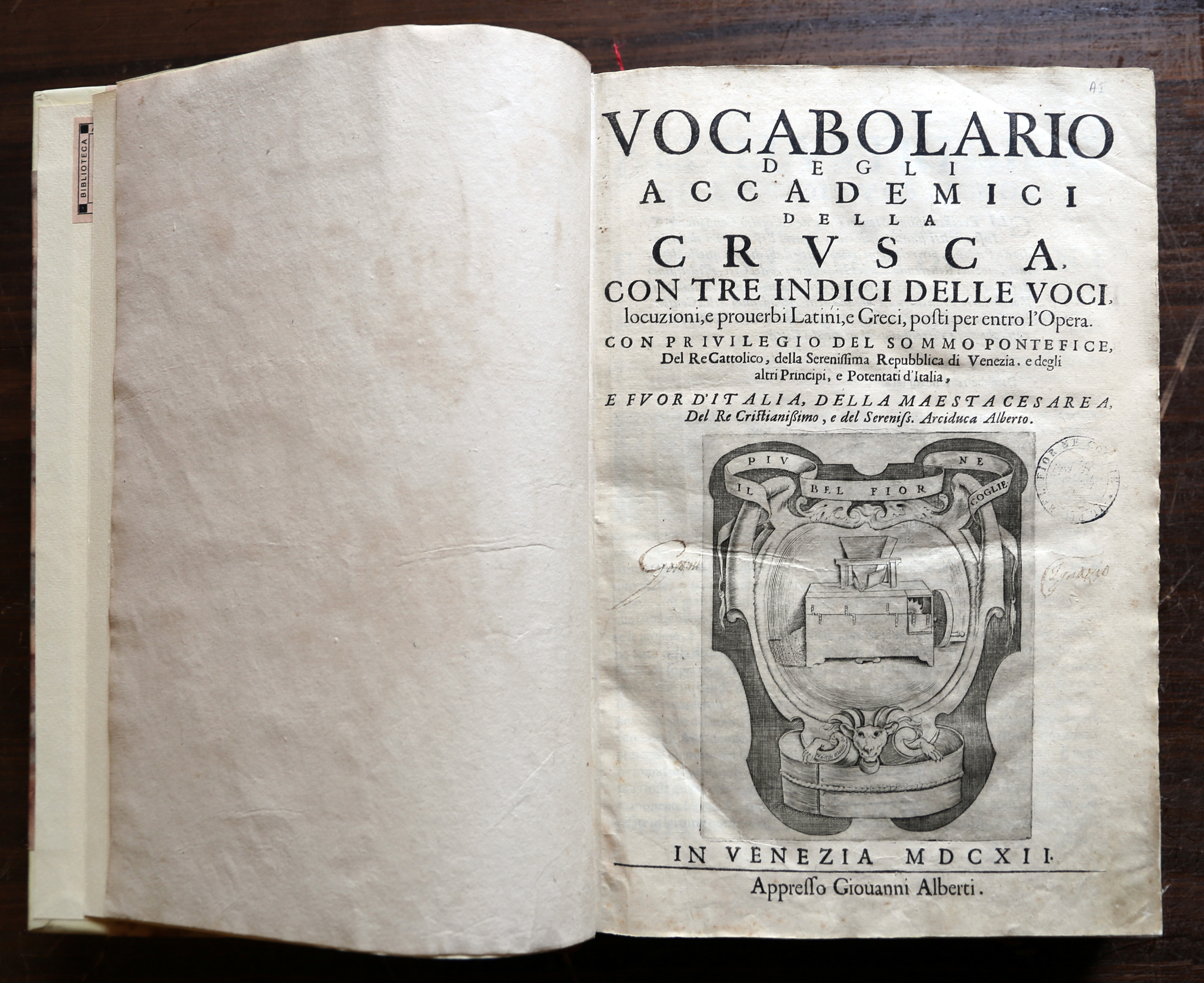
1612 Vocabolario dell'Accademia della Crusca

Le premier dictionnaire européen entièrement consacré à une langue vivante et proposant pour chaque entrée une définition est le Tesoro de la lengua castellana o española de Covarrubias paru en 1611. La langue italienne est la première à se donner un dictionnaire monolingue rédigé par une académie linguistique : le Vocabolario dell' Accademia della Crusca, dont la première édition paraît à Florence en 1612. En français, il faudra attendre Richelet pour que paraisse le premier dictionnaire monolingue de langue française (1680). La langue anglaise, bien que pourvue de divers dictionnaires, devra attendre 1755 pour se voir dotée d'un dictionnaire exhaustif de la langue anglaise avec le Dictionary of the English Language.